# Independentismo macaense

Bandera del Macao portugués

Bandera de la RAE de Macao, utilizada desde 1999

El independentismo macaense (en chino: 澳門獨立; en portugués: Independência de Macau) es una corriente política que promueve la separación de Macao de China. Aunque dentro de Macao este tema tiene escasa repercusión, llegó a debatirse en la Asamblea Legislativa de la región, especialmente tras la polémica suscitada en torno al juramento de miembros del Consejo Legislativo de Hong Kong. En 2017, diversos medios de comunicación chinos advirtieron sobre las posibles consecuencias de discutir la independencia de Macao, temiendo que tales especulaciones provocaran un aumento de las tensiones y posibles acciones adicionales.

## Antecedentes

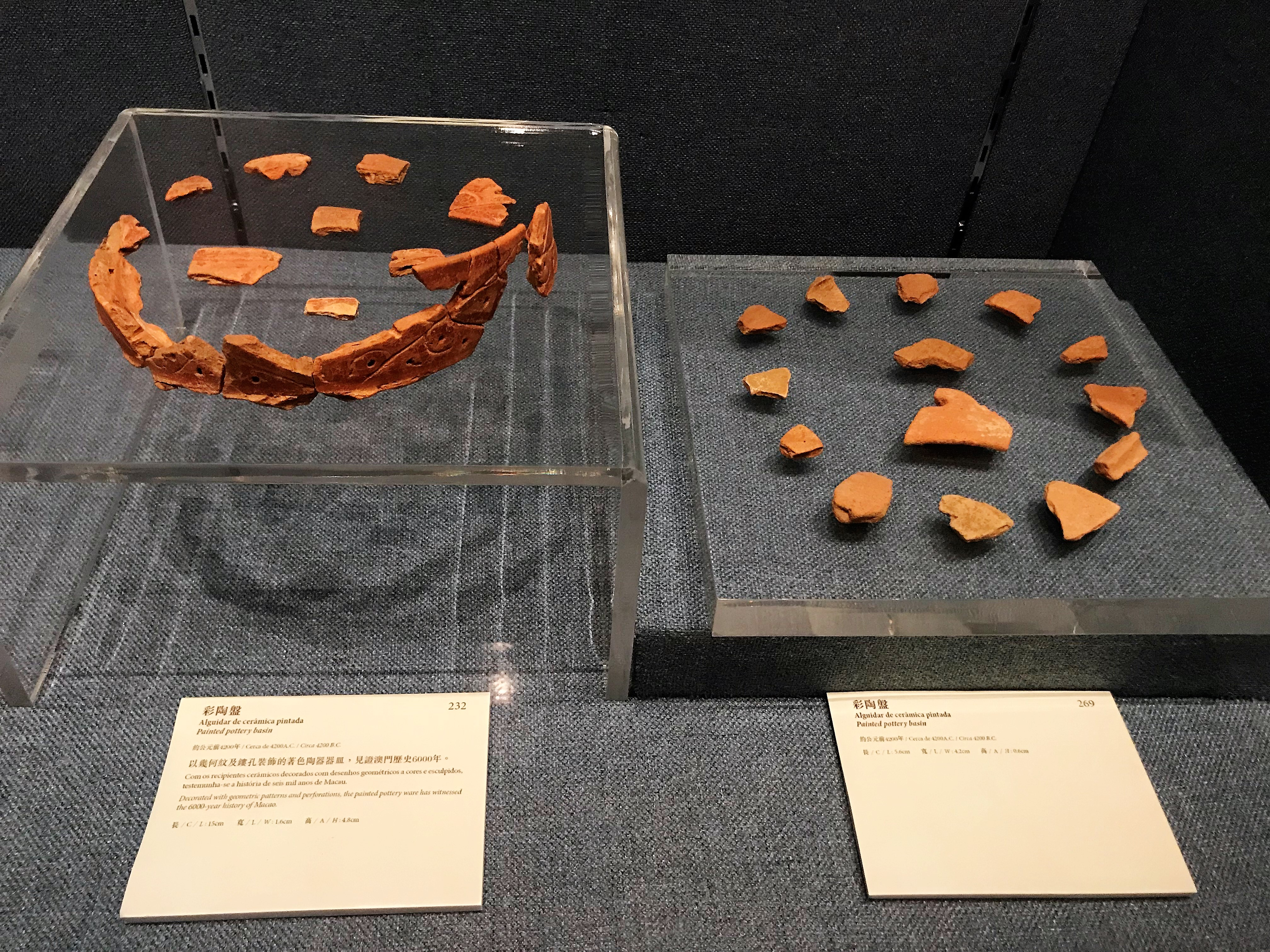
Fragmentos de cerámica encontrados en Coloane.

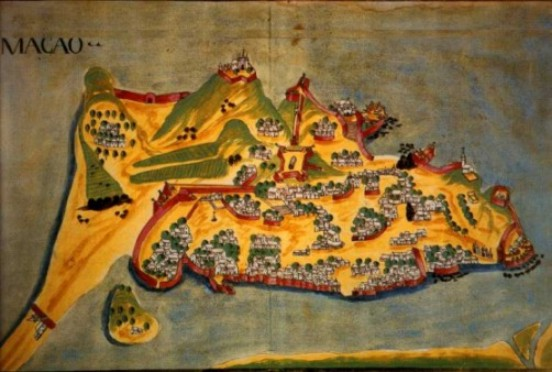
Un mapa temprano de Macao producido en 1639.

La colonia portuguesa de Macao se fundó en 1557, inicialmente con un pago anual de 500 taeles de plata (alrededor de 20 kg). En 1845, la reina María II de Portugal declaró a Macao como puerto libre en respuesta a la apertura del puerto libre de Hong Kong, que comenzaba a competir económicamente con Macao. Por entonces, el gobierno de Macao adoptó una actitud más hostil hacia las oficinas Qing presentes en la región e inició una campaña para eliminarlas y expandir el territorio colonial. Para 1889, el territorio de Macao ya había crecido hasta alcanzar casi su tamaño actual. En 1887, el gobierno Qing se vio forzado a firmar el Tratado Sino-Portugués de Pekín, mediante el cual reconocía la presencia permanente de los portugueses en Macao a cambio de que Portugal se comprometiera a no ceder el territorio a ninguna otra potencia sin el consentimiento de los Qing.
El 3 de diciembre de 1966 se desencadenó el "incidente 12-3," un estallido de protestas anticoloniales por parte de los residentes de Macao. Las tensiones surgieron cuando funcionarios coloniales corruptos bloquearon la construcción de una escuela privada para estudiantes chinos en la isla de Taipa, a pesar de haber sido aprobada, porque no habían recibido un soborno. La respuesta represiva de la policía a estas protestas hizo que muchos en Macao se volvieran en contra del gobierno colonial, recibiendo apoyo del gobierno comunista de China. Los disturbios, que incluyeron bloqueos por parte del ejército chino, forzaron a los portugueses a hacer varias concesiones, tales como ampliar la influencia de China en el gobierno de Macao, pagar reparaciones a la comunidad china y ceder el control efectivo de la colonia al Partido Comunista Chino (PCCh) a través de representantes locales y organizaciones de fachada.
En 1975, Portugal ofreció devolver Macao a China. Sin embargo, debido a que la Revolución Cultural aún causaba grandes estragos en el continente, el PCCh rechazó recuperar la colonia en ese momento.
El 13 de abril de 1987, los gobiernos de Portugal y China firmaron la Declaración Conjunta Chino-Portuguesa, en la cual se establecían los términos para la transferencia de Macao a la República Popular China. Se fijó el 20 de diciembre de 1999 como la fecha de entrega oficial.

### Ideología
Se ha generado un extenso debate, especialmente por parte de Chou Kwok Ping, exacadémico de la Universidad de Macao, sobre las historias de Macao y Hong Kong. Chou destaca que, mientras los eventos de la década de 1960 en Hong Kong (especialmente los disturbios de 1967) llevaron a los hongkoneses a desconfiar del PCCh, en Macao el apoyo de China a los movimientos anticoloniales portugueses, y su éxito en ellos, ha hecho que los macaenses vean a China con mayor favor. Esto también ha provocado que en Macao exista un sentido de identidad local mucho menos fuerte que en Hong Kong. Además, la pérdida de control efectivo por parte del gobierno colonial en Macao resultó en un estancamiento político tras el incidente 12-3, mientras que la capacidad del gobierno de Hong Kong para sofocar los disturbios le permitió seguir desarrollándose.
Macao también tiene un sentido de sociedad civil menos desarrollado en comparación con Hong Kong. A diferencia de su vecino, Macao carece en gran medida de organizaciones civiles efectivas, grupos de derechos humanos y una prensa verdaderamente libre. Del mismo modo, las universidades en Macao suelen alinearse con las tendencias políticas, y la protección de la libertad académica es considerablemente menor. En una encuesta realizada por el Programa de Opinión Pública de la Universidad de Hong Kong, los ciudadanos de Macao se identificaron mucho más fuertemente como "chinos" en comparación con los habitantes de Hong Kong.

### Situación actual
La revista sueca The Perspective sugirió que la escasa inclinación hacia el independentismo en Macao podría deberse a la dependencia económica de la RAE respecto a los ingresos generados por el juego y el turismo procedente de China. Actualmente, Macao es una de las regiones más prósperas del mundo, y esta riqueza proviene casi exclusivamente de la industria del juego, que está prohibida en la República Popular China.

## Eventos

### Controversia legislativa de 2016
En 2016, tras una interpretación de la Ley Básica de Hong Kong por el Comité Permanente de la República Popular China, el gobierno de la RAE de Macao estableció un requisito que obliga a todos los legisladores a jurar lealtad a la Ley Básica de Macao. Además, esta normativa permite excluir a posibles candidatos en función de sus posturas sobre temas que el gobierno considere incompatibles con este principio.